# Wapen van bisdom Haarlem

Wapen van het bisdom Haarlem-Amsterdam

Het wapen van het bisdom Haarlem werd op 26 juni 1997 aan het bisdom Haarlem toegekend. Het bisdom is in 2009 van naam veranderd en heet sindsdien Haarlem-Amsterdam. Hierdoor is ook het wapen gewijzigd en bevat nu de drie Sint Andrieskruizen uit het wapen van Amsterdam.

## Geschiedenis
Het wapen is precies in tegengestelde kleuren van het wapen van Het Sticht en van het Aartsbisdom Utrecht. Of de tegengestelde kleuren van het wapen van Utrecht zo bedoeld zijn, of dat het om een willekeurige kleurencombinatie gaat, is niet bekend. Het is wel bekend dat de eerste bisschop van Haarlem, mgr. Nicolaas van Nieuwland het wapen in 1561 een rood kruis als hoofdfiguur voerde.
Godfried van Mierlo voerde, als tweede bisschop van Haarlem, een gevierendeeld wapen waarop het eerste en vierde kwartier een zilveren veld met rood kruis en als tweede en derde kwartier een gouden veld met groen kruis. Na 1853 kwam het rode kruis op zilveren veld weer terug.

## Blazoen
De beschrijving van het wapen luidde als volgt:
In zilver een kruis van keel. Het schild gedekt met een gouden, met edelstenen bezette mijter, waarvan ter weerszijde van het schild twee gouden, van keel gevoerde linten met gouden franje afhangen, de uiteinden beladen met een breedarmig kruisje van keel; achter het schild schuingekruist, een gouden kromstaf, de krul naar buiten gericht, en een gouden, met edelstenen bezet kruis met lelievormige uiteinden.
Het komt erop neer dat het wapen een wit schild heeft met daarop een rood kruis met vier armen van gelijke lengte. Het schild wordt gekroond door een gouden mijter waarvan de linten aan weerszijden van het schild afhangen. De linten zijn aan de achterkant rood en aan de voorkant goud. Op  de voorkant aan de uiteinden is op elk lint een zwart breedarmig kruis aangebracht. Rechts, voor de kijker links, van de mijter is een kromstaf geplaatst en aan de andere zijde een kruis. De kromstaf en kruis kruizen achter het schild met elkaar.

## Vergelijkbare wapens
De volgende wapens zijn vergelijkbaar met het wapen van het Bisdom Haarlem:

Het wapen van het aartsbisdom Utrecht
Het wapen van bisdom Haarlem-Amsterdam
Het wapen van het bisdom Rotterdam
Het wapen van het bisdom Groningen
Het wapen van het bisdom Groningen-Leeuwarden
Het wapen van het bisdom Roermond